# Melithaea japonica
Melithaea japonica is een zachte koraalsoort uit de familie Melithaeidae. De koraalsoort komt uit het geslacht Melithaea. Melithaea japonica werd in 1865 voor het eerst wetenschappelijk beschreven door Verrill. 